# BFI Лондонський кінофестиваль
Лондонський кінофестиваль (англ. London Film Festival; LFF) — також знаний як англ. BFI London Film Festival) — один з провідних кінофестивалів Європи, представлений Британським інститутом кінематографії. Є однією з найзначущіших кіноподій Великої Британії разом із врученням призів Британської академії кіно і телебачення. Проводиться щорічно з 1956 року в другій половині жовтня — на початку листопада.

## Історія
Лондонський кінофестиваль був заснований у 1956 році групою кінокритиків, в тому числі журналістом Дайлисом Пауеллом із щотижневої газети The Sunday Times. В наш час організатором кінофестивалю є Британським інститутом кінематографії (BFI). Починаючи з 1966 року Лондонський кінофестиваль проводиться за підтримки газети The Times, яка є головним його спонсором.
З часу свого заснування Лондонських кінофестиваль мав статус позаконкурсного. Починаючи з 2009 року завдяки допомозі Британської ради з кінематографії (англ. UK Film Council) на кінофестивалі проводиться спеціальна церемонія вручення кількох кінематографічних нагород, зокрема за найкращий дебютний художній фільм, за найкращий новий британський фільм і за найкращий документальний фільм.

## Програма та нагороди
Головним призом кінофестивалю з 1997 року є «Сазерленд Трофі», яким нагороджуються найоригінальніші дебютні фільми. Щорічно на кінофорумі проводиться відбір із понад 300 документальних і короткометражних фільмів з 50 країн світу. Традиційно програма фестивалю включає стрічки, які у Великій Британії раніше не демонструвалися, у тому числі нещодавно відреставровані. Як правило, відкриває або закриває фестиваль британський фільм про Велику Британію. Традиційними тематичними розділами на двотижневому кіноогляді є «Нове британське кіно», «Французькі революції», «Кіно Європи», «Світове кіно».
На кінофорумі щорічно представлена програма освітніх заходів, лекцій, майстер-класів та презентацій подій кіноіндустрії.

### Нагороди
На кінофестивалі щорічно присуджують премії в таких номінаціях:
- Сазерленд Трофі (англ. Sutherland Trophy) — основна нагорода кінофоруму, якою відзначають найкращі з уперше представлених фільмів.
- Премію Грірсона (англ. The Grierson Award) присуджують за найкращий повнометражний документальний фільм на фестивалі. Нагороду названо на честь шотландського документаліста Джона Грірсона.
- Найкращий фільм — присуджують найоригінальнішим кінороботам.
- Премію найкращому британському дебютантові (англ. Best British Newcomer Award) присуджують британським сценаристам, продюсерам, режисерам, чиї роботи серед новачків були визнані найкращими на фестивалі.
- Нагороду Британського інституту кіно «BFI Fellowships» присуджують режисерам-дебютантам кінофестивалю.
- Приз ФІПРЕССІ

## Україна на фестивалі
Україна вперше брала участь у Лондонському кінофестивалі в 2007 році. Першою роботою українського виробництва в історії фестивалю стала дебютна стрічка режисерки Єви Нейман «Біля річки».
У 2014 році на 58-му Лондонському кінофестивалі в конкурсі на найкращий документальний фільм брав участь фільм «Майдан» Сергія Лозниці. Стрічка режисера Мирослава Слабошпицького «Плем'я» здобула приз «Сазерленд Трофі» як переможець у номінації найоригінальніших та найсильніших режисерських дебютів First Feature Competition.